# Замок Конисбро
Замок Конисбро (англ. Conisbrough Castle) — средневековое фортификационное сооружение в Конисбро, Саут-Йоркшир, Англия.

## История
Замок был построен в XI веке Вильгельмом де Варенном, графом Суррей, после норманнского завоевания Англии в 1066 году. В конце XII века Гамелин Плантагенет, незаконнорождённый единоутробный брат короля Генриха II, получил Конисбро после женитьбы на Изабелле де Варенн, графине Суррей. Гамелин и его сын Уильям перестроили замок в камне, в том числе и впечатляющий 28-метровый донжон. Замок оставался в семье до XIV века, несмотря на то, что Корона несколько раз его конфисковала. После этого укрепление было передано Эдмунду Лэнгли, но уже в 1461 году замок вновь был в собственности короля.
Замок Конисбро постепенно приходил в упадок, а куртина сильно просела. Из-за сильного запустения и разрушений замок не принимал участие в гражданской войне в XVII веке, а в 1737 году его купил герцог Лидс. Сэр Вальтер Скотт использовал Конисбро как место действия своего романа «Айвенго» (1819). К концу XIX века замок лежал в руинах и стал туристической достопримечательностью.
В 1950 году заботу о замке Конисбро взяло на себя государство, но к 1980-м годам объект посчитали непригодным для посещения. В этой связи было создано трёхстороннее партнерство по развитию замка между местным советом, государственной комиссией «Английское наследие» и местным благотворительным фондом. В 1990-х годах при финансовой поддержке ЕС в донжоне был перестелен пол и перекрыта крыша. Агентство «Английское наследие» взяло на себя управление замком в 2008 году; замок открыт для посещения.

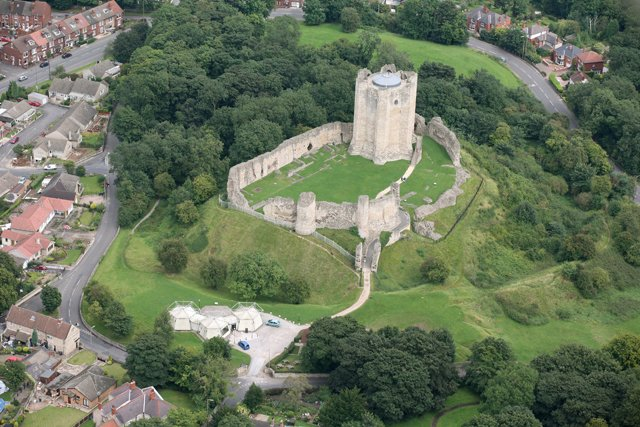
Вид на замок с высоты.

## Архитектура
Замок состоит из внутреннего двора и форбурга; внутренний двор с цилиндрическим донжоном окружён каменной куртиной с шестью крепостными башнями. За замковыми стенами находились жилые помещения, часовня и другие служебные постройки, от которых сохранились только фундаменты. Архитектура крепости Конисбро уникальна для Англии, и историки Оливер Крейтон и Стивен Джонсон считают её «архитектурной жемчужиной» и «одним из лучших образцов поздненормандской оборонительной архитектуры». Донжон представляет собой круглую четырёхэтажную башню с шестью массивными контрфорсами; там располагался рыцарский зал и покои лорда над ним. Несмотря на уязвимость в военном отношении, замок Конисбро мог быть символом новообретённого статуса Гамелина Плантагенета как лорда.